# Rödbo landskommun
Rödbo landskommun var en tidigare kommun i dåvarande Göteborgs och Bohus län.

## Administrativ historik
När 1862 års kommunalförordningar började gälla inrättades över hela landet cirka 2 400 landskommuner, de flesta bestående av en socken. Därutöver fanns 89 städer och 8 köpingar, som då blev egna kommuner. Denna kommun bildades då i Rödbo socken i Västra Hisings härad i Bohuslän.
Vid kommunreformen 1952 upphörde Rödbo som egen kommun och införlivades med Kungälvs stad som 1971 ombildades till Kungälvs kommun. 1974 utbröts denna del och uppgick i Göteborgs kommun.

## Politik

### Mandatfördelning i valen 1938-1946
| 8 | 12 |

| 20 |

| 11 | 9 |

| 19 |

| 11 | 9 |

| 18 |